# Veljun Primorski
Veljun Primorski falu Horvátországban, Lika-Zengg megyében. Közigazgatásilag Zengghez tartozik.

## Fekvése
Zengg központjától 6 km-re keletre, a Velebit-hegység területén fekszik.

## Története
A település akkor keletkezett amikor 1605-ben Hercegovinából a török terjeszkedés elől menekülő bunyevácok érkeztek Zenggbe, majd a következő években a Zrínyiek engedélyével Lika területén több települést is alapítottak. A falunak 1857-ben 300, 1910-ben 573 lakosa volt. 1920-ig Lika-Korbava vármegye Zenggi járásához tartozott. Ezt követően előbb a Szerb–Horvát–Szlovén Királyság, majd Jugoszlávia része lett. Jugoszlávia felbomlása után 1991-ben a független Horvátország része lett. 2011-ben 69 lakosa volt, akik főként állattartással, földműveléssel és idénymunkákkal foglalkoztak.

## Lakosság
| Lakosság változása | Lakosság változása | Lakosság változása | Lakosság változása | Lakosság változása | Lakosság változása | Lakosság változása | Lakosság változása | Lakosság változása | Lakosság változása | Lakosság változása | Lakosság változása | Lakosság változása | Lakosság változása | Lakosság változása | Lakosság változása |
| ------------------ | ------------------ | ------------------ | ------------------ | ------------------ | ------------------ | ------------------ | ------------------ | ------------------ | ------------------ | ------------------ | ------------------ | ------------------ | ------------------ | ------------------ | ------------------ |
| 1857               | 1869               | 1880               | 1890               | 1900               | 1910               | 1921               | 1931               | 1948               | 1953               | 1961               | 1971               | 1981               | 1991               | 2001               | 2011               |
| 300                | 0                  | 0                  | 494                | 509                | 573                | 625                | 611                | 599                | 480                | 403                | 307                | 217                | 112                | 91                 | 69                 |

## Nevezetességei
Francikovac nevű településrészéről keletre egy a helyiek által Szent Dujam tiszteletére szentelt bencés apátság és templom romjainak tartott épületmaradványok látszanak.